# United Nations Disengagement Observer Force
Die United Nations Disengagement Observer Force (UNDOF) ist ein Truppenkontingent, das aufgrund der Resolution 350 des Sicherheitsrates der Vereinten Nationen vom 31. Mai 1974 auf die Golanhöhen entsandt wurde. Es ist eine der am längsten andauernden Missionen der Vereinten Nationen. Dem Beschluss ging ein Entflechtungsabkommen zwischen Syrien und Israel voraus, das am selben Tag in Genf geschlossen worden war. Syrien beansprucht das Gebiet und zählt es zu seinem Gouvernement Quneitra, dessen gleichnamiger Hauptort im Gebiet liegt und größtenteils zerstört ist.
Ihre Aufgabe ist das Überwachen dieses Abkommens in einem 235 km² großen Gebiet, das zwischen den von Israel besetzten Golanhöhen und dem restlichen syrischen Staatsgebiet liegt. Das Gebiet ist bewohnt und wird durch die syrische Polizei behördlich überwacht. Die größte und bekannteste Stadt in diesem Gebiet ist das zerstörte Quneitra. Das UNDOF-Hauptquartier befand sich bis 1994 in Damaskus, danach im Camp Faouar (bei Amret al Faouar).

## Beteiligte Länder

### Truppenstellende Staaten (Stand: Juli 2023)
- Nepal: 415 Soldaten[2]
- Indien (seit 2006): 222 Soldaten[2]
- Uruguay (seit 2019): 210 Soldaten[2]
- Fidschi (seit 2013): 147 Soldaten[2][3][4]
- Irland[5]: 135 Soldaten[2]
- Tschechien[5]: 4 Soldaten[2]
- Ghana[5]: 4 Soldaten[2]
- Bhutan[5]: 3 Soldaten[2]
- Sambia: 3 Soldaten[2]
- Argentinien: 1 Soldat[2]
- Australien: 1 Soldat[2]
- Niederlande: 1 Soldat[2]

### Ehemalige truppenstellende Staaten
- Peru 1974–1975
- Kanada 1974–2006
- Polen 1974–2009
- Österreich 1974–2013[6]; (siehe auch: UNDOF Ausbatt)
- Iran 1975–1979
- Finnland 1979–1993
- Japan 1996–2013
- Slowakei 1998–2008
- Kroatien 2008–2013
- Philippinen 2009–2014[7]

Die Stärke der UNDOF umfasste Ende Juni 2010 fast 1100 Personen, davon 1.037 Soldaten. Die größten Truppenkontingente kamen zu dieser Zeit aus Österreich mit 375, von den Philippinen mit 344, aus Indien mit 190 und aus Kroatien mit 95 Soldaten.

## Force Commander
Kommandierende Offiziere waren:
| von – bis                     | Nationalität | Dienstgrad                     | Name                                                          |
| ----------------------------- | ------------ | ------------------------------ | ------------------------------------------------------------- |
| Juni 1974 – Dez. 1974         | Peru         | BGen                           | Gonzalo Briceno                                               |
| 16. Juli 1975 – 21. Apr. 1979 | Österreich   | MGen (GenMaj)                  | Johann Philipp                                                |
| 21. Apr. 1979 – 25. Feb. 1981 | Österreich   | BGen (Brig)/ Col (Obst d GstD) | Günther Greindl (bis 30. Nov. 1979 interimistisch betraut)    |
| März 1981 – Apr. 1982         | Finnland     | MGen                           | Erik Kaira                                                    |
| Feb. 1982 – 30. Jun. 1982     | Österreich   | Col (Obst d GstD)              | Walter Schmitt (interimistisch betraut)                       |
| Juni 1982 – Mai. 1985         | Schweden     | MGen                           | Gustav Stahl                                                  |
| Juni 1985 – Mai. 1986         | Finnland     | MGen                           | Gustav Hägglund                                               |
| Juli 1986 – Sep. 1988         | Schweden     | MGen                           | Gustav Welin                                                  |
| 3. Sep. 1988 – 1. Okt. 1991   | Österreich   | MGen (GenMaj)                  | Adolf Radauer                                                 |
| Sep. 1991 – Nov. 1994         | Polen        | MGen                           | Roman Misztal                                                 |
| Jan. 1995 – Mai 1997          | Niederlande  | MGen                           | Johannes C. Kosters                                           |
| Mai 1997 – Aug. 1998          | Irland       | MGen                           | David F. Stapleton                                            |
| Okt. 1998 – Jul. 2000         | Kanada       | MGen                           | H. Cameron Ross                                               |
| Aug. 2000 – Aug. 2003         | Schweden     | MGen                           | Bo Wranker                                                    |
| Aug. 2003 – Jan. 2004         | Polen        | MGen                           | Franciszek Gągor                                              |
| Jan. 2004 – Jan. 2007         | Nepal        | LtGen                          | Bala Nanda Sharma                                             |
| 11. Feb. 2007 – 1. Mär. 2010  | Österreich   | MGen (GenMaj)                  | Wolfgang Jilke                                                |
| März 2010 – Aug. 2012         | Philippinen  | MGen                           | Natalio Cabili Ecarma                                         |
| Aug. 2012 – Januar 2015       | Indien       | MGen                           | Iqbal Singh Singha                                            |
| Jan. 2015 – Februar 2016      | Nepal        | MGen/LtGen                     | Purna Chandra Thapa                                           |
| Feb. 2016 – September 2017    | Indien       | MGen                           | Jai Shanker Menon                                             |
| Okt. 2017 – 19. April 2019    | Ghana        | MGen                           | Francis Vib-Sanziri (verstorben im Einsatz am 19. April 2019) |
| Mai 2019 – 10. Juli 2020      | Nepal        | MGen                           | Shivaram Kharel (interim)                                     |
| seit Juli 2020                | Nepal        | MGen                           | Ishwar Hamal                                                  |

1. ↑  Oberst des Generalstabsdienstes bis  30. Nov. 1979.

## Auswirkungen des syrischen Bürgerkriegs
Im September 2012 ließen Österreicher der UNDOF-Truppe nach Presseangaben von 2018 eine syrische Polizei-Patrouille wissentlich in einen Hinterhalt fahren. Neun syrische Polizisten seien dabei nach dem Pressebericht getötet worden. Die Österreicher hatten offenbar ein Video aufgenommen, das später der Presse zugespielt wurde. In dem Video ist zu sehen, wie die UNO-Soldaten zuvor mit den syrischen Polizisten sprechen und sie ohne Warnung weiterfahren lassen.
Die vom österreichischen Verteidigungsminister Mario Kunasek eingesetzte Untersuchungskommission, die den Vorfall aufklären und die Frage beantworten sollte, ob sich die Soldaten ihrem Auftrag entsprechend verhalten haben oder das Blutbad hätten verhindern müssen, kam allerdings zu dem Schluss, dass das Verhalten der Soldaten der für sie geltenden Auftragslage entsprach und dass die Blauhelme die später erschossenen syrischen Polizisten demnach nicht hätten warnen dürfen.
Aufgrund des seit 2011 andauernden syrischen Bürgerkrieges hatten sich die UNDOF-Einheiten 2016 bereits größtenteils auf die israelische Linie („Alpha“) zurückgezogen. Eine Rückkehr in die Pufferzone (bis zur „Bravo“-Linie) wird angestrebt und seitens Israel (das sich im innersyrischen Konflikt neutral verhält) und der syrischen Regierung unterstützt.
Anfang April 2018 begannen nach israelischen Beobachtungen syrische Regierungstruppen schwere Waffen in die entmilitarisierte Zone zu verlegen. Panzer und Artillerie seien demnach zusammengezogen worden, um Rebellen an der syrischen Südgrenze anzugreifen, die noch am Golan und in Darʿā Gebiete halten.
Seit dem 2. August 2018 sind in der Pufferzone erstmals seit vier Jahren wieder Soldaten der UN-Friedenstruppen im Einsatz. Russland hat in der Region zudem acht Beobachtungsposten errichtet.